# Tormented
Tormented är det amerikanska rockbandet Stainds debutalbum, utgivet den 29 november 1996.

## Låtlista
| Nr           | Titel               | Längd |
| ------------ | ------------------- | ----- |
| 1.           | Tolerate            | 4:41  |
| 2.           | Come Again          | 3:51  |
| 3.           | Break               | 4:01  |
| 4.           | Painful             | 3:30  |
| 5.           | Nameless            | 3:30  |
| 6.           | Mudshuvel           | 4:36  |
| 7.           | See Thru            | 4:30  |
| 8.           | Question?           | 3:30  |
| 9.           | No One's Kind       | 4:49  |
| 10.          | Self Destruct       | 3:38  |
| 11.          | Four Walls          | 33:10 |
| 12.          | Funeral (dolt spår) |       |
| Total längd: | Total längd:        | 73:31 |

## Medverkande
- Aaron Lewis – sång
- Mike Mushok – gitarr, bakgrundssång
- Johnny April – elbas, bakgrundssång
- Jon Wysocki – trummor